# Berrie
Berrie é uma comuna francesa na região administrativa da Nova Aquitânia, no departamento de Vienne. Estende-se por uma área de 16,64 km². Em 2010 a comuna tinha 265 habitantes (densidade: 15,9 hab./km²).